# 劉儁
劉儁（？—1408年），又稱劉雋、劉俊，字子士，河南江北等處行中書省中興路江陵縣（今湖北江陵）人，明朝進士、政治人物。

## 生平
洪武十八年，劉儁中進士三甲第十二名，選為翰林院庶吉士。後歷任兵部右侍郎。建文年間為侍中。明成祖即位后，晋升為兵部尚書。在征戰安南期間，參贊軍務有功被召喚。此後再次參贊沐晟軍務，后襲寇亂至大安海口時遭遇颶風，因後繼無援而被活捉，不屈投降而被殺。洪熙初年，諡號“節愍”。